# ペンシルベニア・プラザ

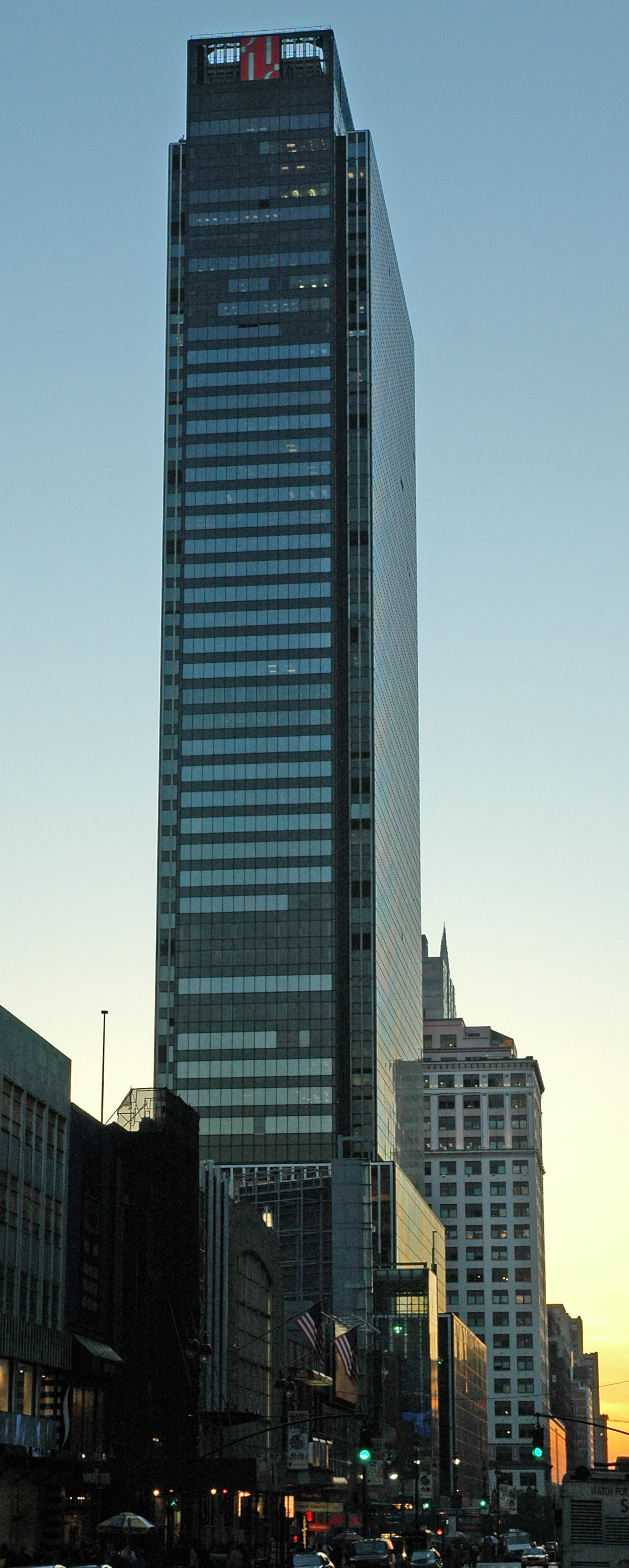
ワン・ペン・プラザ (en)

ペンシルベニア・プラザ (Pennsylvania Plaza) またはペン・プラザ (Penn Plaza) は、ニューヨーク市マンハッタンのペンシルベニア駅一帯のオフィス、エンターテイメント、そしてホテルが集まる複合施設である。正確には31丁目と34丁目、7番街と8番街に囲まれたエリアである。

## 概要
都市間鉄道と近郊鉄道のメイン・ターミナルであるペンシルベニア駅やスポーツ・コンサートのメイン・アリーナであるマディソン・スクエア・ガーデンが所在していることや、すぐ近くにメイシーズなどの繁華街が発達していることから、このエリアは多くの人でごった返している。
ペン・プラザ複合施設の開発はニューヨーク市の都市開発の中で最も議論を呼んだものの一つである。これは、1963年にマディソン・スクエア・ガーデンの新しい建物の開発のために、ニューヨークを代表する荘厳なボザール様式の歴史建築物であった初代のペンシルベニア駅（1910年開業）を解体したためである。この再開発は、商業主義・娯楽主義による歴史建造物破壊とみなされている。この後、ニューヨーク市では歴史建造物保護の機運が高まり、グランドセントラル駅の解体計画は反対運動によって阻止された。

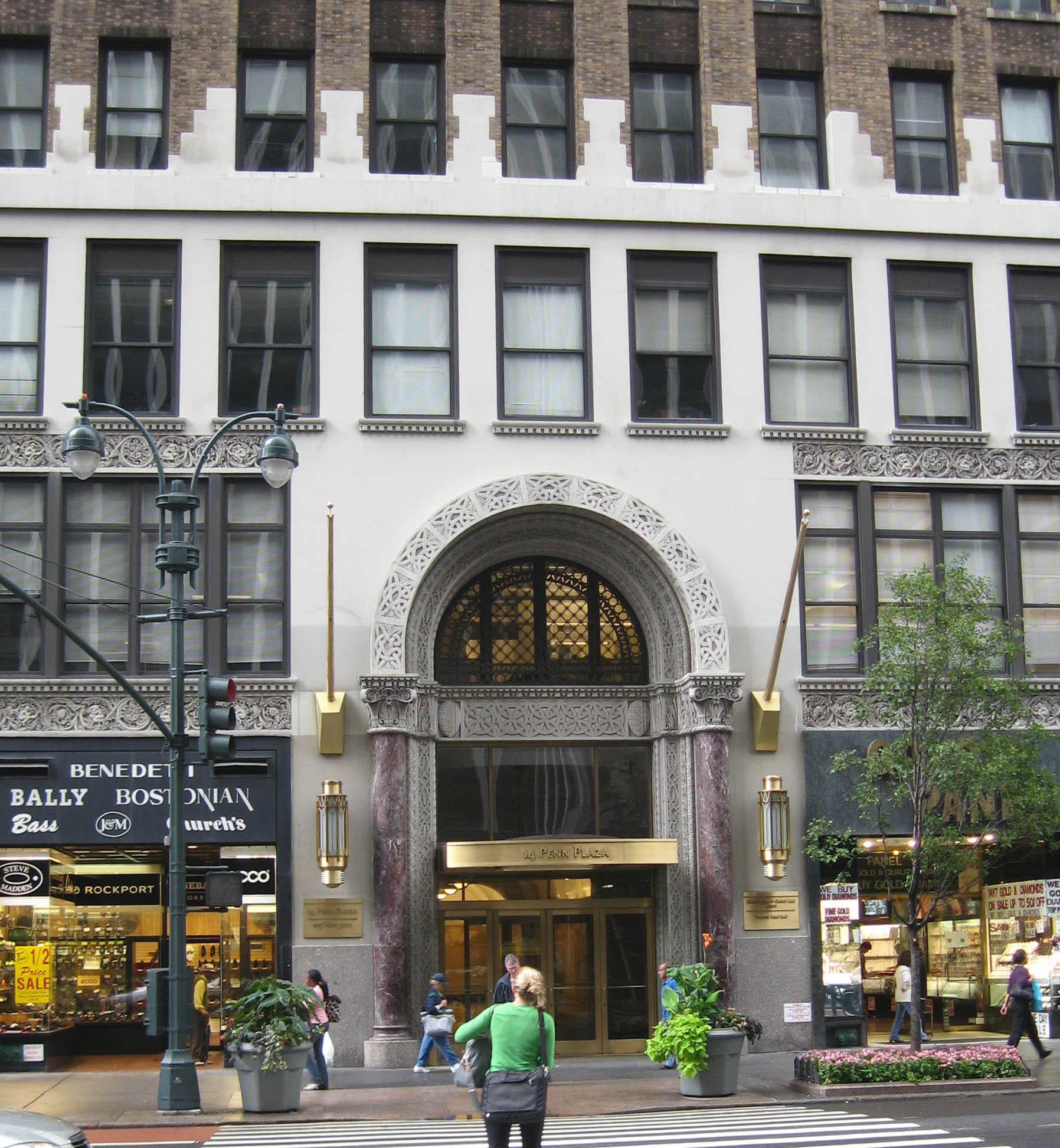
14 ペン・プラザ

## 主な施設
- マディソン・スクエア・ガーデン
  - マディソン・スクエア・ガーデン・シアター (en)
- ワン・ペン・プラザ (en) - オフィスビル
- トゥー・ペン・プラザ (en) - オフィスビル。MSGネットワーク (en)、キュミュラス・メディア (en) ニューヨークおよびそのラジオ局WABC, en:WNSHそしてen:WPLJ、Association for Computing Machineryおよびインフォメーション・ビルダース (en) などの本社が所在している[要出典]。

その他のビル：
- 5 ペン・プラザ - オフィスビル。8番街沿いの北西に位置している。
- ペンシルベニア・ビル (14 ペン・プラザ) - 正式な住所は225 西34丁目。駅の北側。
- ホテル・ペンシルベニア (en, 15 ペン・プラザ) - 正式な住所は401 7番街。駅の東側に位置している。

正式な住所とともにペン・プラザの住所も持つビルの番地は不規則な順番で割り振られている。

## テナント
en:Compuwareおよびen:McGraw-Hillのオフィスがペン・プラザ内に置かれている。